# Хохлови
Хохло́ви (рос. Хохловы) — присілок у складі Орловського району Кіровської області, Росія. Входить до складу Орловського сільського поселення.
Населення становить 254 особи (2010, 292 у 2002).
Національний склад станом на 2002 рік — росіяни 92 %.